# السمفونية الرابعة (بيتهوفن)

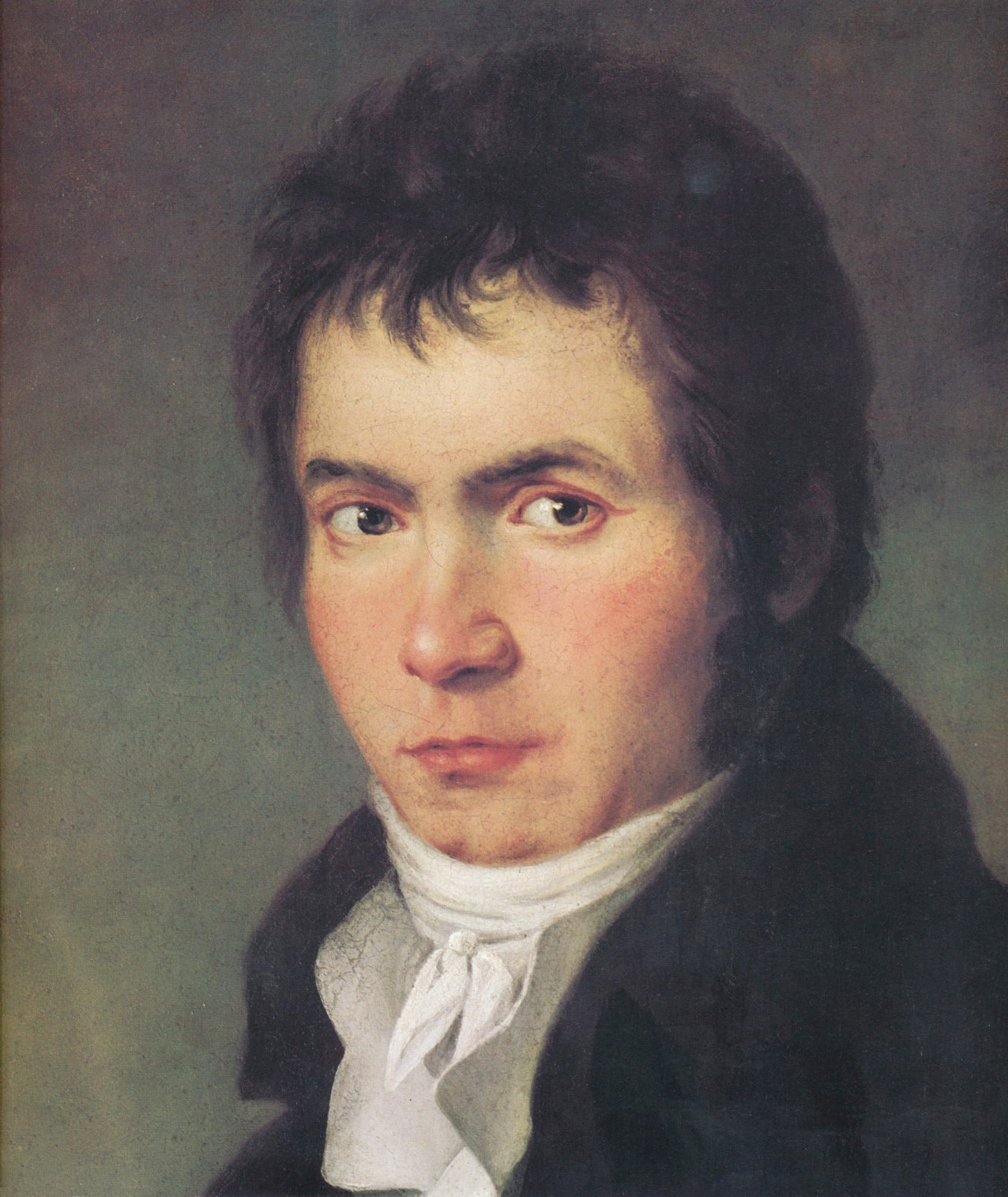

السمفونية الرابعة لبيتهوفن في سلم سي منخفض الكبير تصنيف Op. 60 هي سمفونية للمؤلف الموسيقار لودفيج فان بيتهوفن من أربع حركات، والتي عمل عليها في صيف سنة 1806.
كانت أول قيادة لعزف هذه السمفونية في آذار/مارس سنة 1807 في حفلة موسيقية خاصة في منزل الأمير جوزيف فرانتس ماكسيميليان لوبكوفيتز Prince Joseph Franz Maximilian Lobkowitz.

## الآلات الموسيقية والهيئة
يلزم للسمفونية وجود 1 فلوت، و 2 أوبوا، و 2 يراعة، و 2 مزمار، و 2 بوق فرنسي و 2 بوق و 1 دفية بالإضافة إلى الآلات الوترية ذات القوس.
هناك أربع حركات في هذه السمفونية لكل منها سرعة الإيقاع التالية على الترتيب:
1. Adagio – Allegro vivace, 2/2
2. Adagio, 3/4 in E-flat major
3. Menuetto; Allegro vivace, 3/4
4. Allegro ma non troppo, 2/4